# Håkon et Kristin
Håkon et Kristin sont les mascottes officielles des Jeux olympiques d'hiver de 1994, disputés à Lillehammer, en Norvège, du 12 au 27 février 1994. Håkon et Kristin sont les premières mascottes dans l'histoire des Jeux olympiques à incarner des êtres humains. 

## Description
Sous les traits de jeunes enfants modernes, ils portent des habits médiévaux, en référence à leurs racines historiques. Håkon et Kristin ont en effet hérité leurs noms de personnages historiques du XIIIe siècle liés à la Norvège et plus particulièrement à la région de Lillehammer. Håkon Håkonsson était le petit-fils du roi Sverre de Norvège. Il devint roi lui-même en 1217. Kristin était quant à elle la fille de Sverre et donc la tante de Håkon. 
Les mascottes ont été créées par Kari et Werner Grossman, d'après une idée de l'architecte designer mexicain Javier Ramirez Campuzano. Håkon et Kristin ont été choisis pour exprimer les intérêts de la jeunesse, notamment la conscience environnementale. Le comité d'organisation des Jeux a mis en place un projet « Mascottes vivantes » : huit couples d'enfants norvégiens représentant chacun une des régions du pays ont été sélectionnés parmi 10 000 candidats âgés de 10 à 11 ans pour jouer le rôle des deux mascottes pendant les Jeux ainsi qu'au cours des différentes manifestations qui les précèdent.